# Пастеров институт
Пастеров институт (фр. L'Institut Pasteur) је водећа институција за проучавање биологије и медицине у Француској. Основана је 4. јуна 1887. године, и добила је име по оснивачу Лују Пастеру.
Осим централе у Паризу, Институт има више од 20 одељака широм света. На институту је радило више добитника Нобелове награде за медицину. 
Поред истраживачког рада, Пастеров институт је саветник француске владе и Светске здравствене организације. Основна делатност је истраживање и развој дијагностике, медицинских тестова и праћење епидемиологије заразних болести. 
У Србији постоји Пастеров завод у Новом Саду, који није део Пастеровог института, али се бави сродном делатношћу.